# Фридрих Вилхелм (Бранденбург-Швет)
Фридрих Вилхелм фон Бранденбург-Швет (на немски: Friedrich Wilhelm von Brandenburg-Schwedt, „der tolle Markgraf“; * 27 декември 1700 в дворец Ораниенбаум при Десау; † 4 март 1771 в дворец Вилденбрух, Полша) от династията Хоенцолерн е маркграф на Бранденбург-Швет.
Той е най-възрастният син на маркграф Филип Вилхелм фон Бранденбург-Шведт (1669 – 1711) и съпругата му принцеса Йохана Шарлота (1682 – 1750), дъщеря на княз Йохан Георг II фон Анхалт-Десау. Баща му е по-малък полубрат на пруския крал Фридрих I.
След смъртта на баща му през 1711 г. Фридрих Вилхелм е малолетен и пруският крал Фридрих Вилхелм I поема опекунството му.
На 15 юни 1723 г. той става пруски генерал-майор и на 10 юли 1737 г. генерал-лейтенант.
Фридрих Вилхелм се жени в Потсдам на 10 ноември 1734 г. за принцеса София Доротея Мария Пруска (* 25 януари 1719; † 13 ноември 1765), дъщеря на пруския крал Фридрих Вилхелм I (1688 – 1740) и съпругата му София Доротея фон Брауншвайг-Люнебург (1687 – 1757). Тя е сестра на крал Фридрих II. Нейната зестра са 100 000 имперски талери. Той е с 19 години по-голям и няма добро име. Бракът не е щастлив. Те живеят на различни места: той резидира в двореца на Швет, София живее в близкия малък дворец Монплезир. Те имат пет деца, двамата им синове умират като деца.

## Деца
Фридрих Вилхелм и София Доротея Мария Пруска имат децата:
- Фридерика Доротея София (1736 – 1798)

∞ 1753 херцог Фридрих Евгений фон Вюртемберг (1732 – 1797)
- Анна Елизабет Луиза (1738 – 1820)

∞ 1755 принц Август Фердинанд Пруски (1730 – 1813)
- Георг Филип (1741 – 1742), наследствен принц на Бранденбург-Шведт
- Филипина Августа Амалия (1745 – 1800)

∞ 1. 1773 ландграф Фридрих II фон Хесен-Касел (1720 – 1785)
∞ 2. 1794 граф Георг Ернст Левин фон Винтцингероде (1752 – 1834)
- Георг Фридрих Вилхелм (1749 – 1751), наследствен принц на Бранденбург-Швет

- незаконен син: Георг Вилхелм фон Йегерсфелд (1725 – 1797)